# Hanno Dönneweg
Hanno Dönneweg (* 1977) ist ein deutscher Fagottist.

## Leben
Den ersten Fagottunterricht erhielt er bereits mit neun Jahren bei Horst Wartha sowie Kammermusikunterricht bei Bernd Rimbrecht an der Jugendmusikschule St. Georgen im Schwarzwald.
In den Jahren 1993 bis 1996 studierte er am Badischen Konservatorium Karlsruhe bei Oscar Bohórquez, bevor er bei diesem 1996 Jungstudent an der Hochschule für Musik Köln/Aachen wurde.
Nach dem Abitur 1997 begann er sein Studium an der Musikhochschule Stuttgart bei Sergio Azzolini. 1998 wechselte er an die Hochschule für Musik „Hanns Eisler“ Berlin zu Klaus Thunemann. Im April 2003 schloss er dort sein Studium mit der Note sehr gut ab. Er besuchte Meisterkurse in Österreich, Italien und Deutschland bei János Mészáros, Helman Jung, Sergio Azzolini, Oscar Bohórquez und Klaus Thunemann.
Hanno Dönneweg war zwischen 1995 und 1998 Mitglied des Bundesjugendorchesters und des Jeunesses Musicales Weltorchesters. Seit 1999 ist er Stipendiat des Deutschen Musikwettbewerbs und Mitglied der Bundesauswahl Konzerte Junger Künstler.
Hanno Dönneweg war von 2001 bis 2002 Stipendiat der Herbert-von-Karajan-Stiftung der Berliner Philharmoniker.
Hanno Dönneweg trat bei den Festspielen Mecklenburg-Vorpommern, dem Schleswig-Holstein Musik Festival und den Ittinger Pfingstkonzerten auf und musizierte mit Künstlern wie Jacques Zoon, Heinz Holliger, Radovan Vlatković, Leonidas Kavakos und Sabine Meyer. Er konzertiert mit dem Arsis-Trio, zusammen mit den Musikern Pirmin Grehl, Flöte und Matthias Alteheld, Klavier, sowie im Duo mit dem Organisten und Cembalisten Steffen Mark Schwarz. Er ist Mitbegründer der Ludwig Chamber Players, einem japanisch-deutschen Kammerensemble, das sich dem großbesetzten Kammermusikrepertoire in gemischten Streicher- und Bläserbesetzungen der vergangenen 250 Jahre widmet. Darüber hinaus spielt er im Ensemble "Stuttgart Winds", dem Bläserensemble des SWR Symphonieorchesters. Hanno Dönneweg spielte solistisch mit dem Radio-Sinfonieorchester Stuttgart des SWR, dem Orquesta Sinfonica de la Ciudad de Asunción in Paraguay sowie dem Arcata Kammerorchester Stuttgart, dem Südwestdeutschen Kammerorchester Pforzheim, dem Kurpfälzischen Kammerorchester Mannheim, dem Bayerischen Kammerorchester, dem Folkwang Kammerorchester Essen sowie dem Schwarzwald Kammerorchester unter Dirigenten wie Eiji Ōue, Sigiswald Kuijken, Luis Szarán, Johannes Moesus, Gregor Bühl, Michael Sanderling, Sir Roger Norrington, Tatsuya Shimono und Patrick Strub.
Als Gast erhielt Hanno Dönneweg Einladungen zu den Berliner Philharmonikern, dem Tonhalle Orchester Zürich, dem hr-Sinfonieorchester, Deutsche Kammerphilharmonie Bremen, Deutsches Symphonie-Orchester Berlin, NDR Elbphilharmonie Orchester, Mito Chamber Orchestra, Münchner Philharmoniker, Bayerisches Staatsorchester, Symphonieorchester des Bayerischen Rundfunks und zum Staatsorchester Stuttgart. 
Seit 2008 ist Hanno Dönneweg regelmäßig Dozent beim renommierten Musikfestival "Affinis" in Japan. Ebenfalls 2008 war Hanno Dönneweg Mitbegründer des Musikfestivals Bergstadtsommer.
In den Jahren 2016/2017 war Hanno Dönneweg Professor für Fagott an der Académie supérieure de Musique in Strasbourg, France.
Seit August 2002 ist Hanno Dönneweg Solo-Fagottist des Radio-Sinfonieorchesters Stuttgart, seit 2016 in gleicher Position beim neuen SWR Symphonieorchester.

## Werke
- VIVALDImpro Organum Classics, 2005 von Hanno Dönneweg (Fagott) und Steffen Mark Schwarz (Cembalo, Truhenorgel und Orgel)
- Ignaz Pleyel: Symphonies Concertantes, Bassoon Concerto, cpo 2014, Konzert B-Dur für Fagott und Orchester, von Hanno Dönneweg (Fagott), Johannes Moesus (Dirigent), Radio-Sinfonieorchester Stuttgart des SWR
- Bassoon / Fagott! / Basson, Vol. 1, Coviello 2015, Konzertbearbeitungen für Fagott und Orchester von Andreas N. Tarkmann. Hanno Dönneweg (Fagott), Gregor Bühl (Dirigent), Radio-Sinfonieorchester Stuttgart des SWR
- Bassoon / Fagott! / Basson, Vol. 2, Coviello 2017, Konzertbearbeitungen für Fagott und Orchester von Andreas N. Tarkmann. Hanno Dönneweg (Fagott), Gregor Bühl (Dirigent), Radio-Sinfonieorchester Stuttgart des SWR
- Mozart / Fagott, Eigenverlag 2018, Werke für Fagott und Orchester von W. A. Mozart von Hanno Dönneweg (Fagott), Karsten Dönneweg (Dirigent, Cello), Schwarzwald Kammerorchester